# 2008-as IndyCar Series szezon
A 2008-as IndyCar Series szezon volt a sorozat tizenharmadik szezonja. A legismertebb versenyt, a 93. Indy 500-at május 25-én rendezték. A tizenhét versenyes szezon március 29-én kezdődött Homestead-ben, és hivatalosan szeptember 7-én fejeződött be Chicagóban, de rendeztek egy bajnokságba nem számító futamot Ausztráliában október 26-án. Az amerikai nyíltkerekes versenyzésnek már 97. szezonját rendezték meg ebben az évben.
A versenyeket az ABC, az ESPN, az ESPN2 és az ESPN Classic közvetítette megosztva.
2008. február 26-án jelentették be, hogy a Champ Car és az IRL – az 1996-os szakadást követően – 2008-ban újraegyesül és egy szériaként működik tovább.

## 2008-as IndyCar Series versenynaptár
| Forduló | Dátum         | Versenynév                                                   | Pálya                           | Helyszín                     |
| ------- | ------------- | ------------------------------------------------------------ | ------------------------------- | ---------------------------- |
| 1       | Március 29.   | GAINSCO Auto Insurance Indy 300                              | Homestead-Miami Speedway        | Homestead, Florida           |
| 2       | Április 6.    | Honda Grand Prix of St. Petersburg                           | Streets of St. Petersburg       | St.Petersburg, Florida       |
| 3A      | Április 20.   | Indy Japan 300                                               | Twin Ring Motegi                | Motegi, Japán                |
| 3B      | Április 20.   | Toyota Grand Prix of Long Beach                              | Streets of Long Beach           | Long Beach, Kalifornia       |
| 4       | Április 27.   | RoadRunner Turbo Indy 300                                    | Kansas Speedway                 | Kansas City, Kansas          |
| 5       | Május 25.     | 92. indianapolisi 500 mérföldes verseny                      | Indianapolis Motor Speedway     | Speedway, Indiana            |
| 6       | Június 1.     | ABC Supply Company A.J. Foyt 225                             | The Milwaukee Mile              | West Allis, Wisconsin        |
| 7       | Június 7.     | Bombardier Learjet 550                                       | Texas Motor Speedway            | Fort Worth, Texas            |
| 8       | Június 22.    | Iowa Corn Indy 250                                           | Iowa Speedway                   | Newton, Iowa                 |
| 9       | Június 28.    | SunTrust Indy Challenge                                      | Richmond International Raceway  | Richmond, Virginia           |
| 10      | Július 6.     | Camping World Watkins Glen Grand Prix                        | Watkins Glen International      | Watkins Glen, New York       |
| 11      | Július 12.    | Firestone Indy 200                                           | Nashville Superspeedway         | Lebanon, Tennessee           |
| 12      | Július 20.    | Honda 200                                                    | Mid-Ohio Sports Car Course      | Lexington, Ohio              |
| 13      | Július 26.    | Rexall Edmonton Indy                                         | Edmonton City Centre Airport    | Edmonton, Alberta            |
| 14      | Augusztus 9.  | Meijer Indy 300                                              | Kentucky Speedway               | Sparta, Kentucky             |
| 15      | Augusztus 24. | Peak Antifreeze & Motor Oil Indy Grand Prix of Sonoma County | Infineon Raceway                | Sonoma, Kalifornia           |
| 16      | Augusztus 31. | Detroit Indy Grand Prix presented by Firestone               | The Raceway on Belle Isle Park  | Detroit, Michigan            |
| 17      | Szeptember 7. | Peak Antifreeze & Motor Oil Indy 300                         | Chicagoland Speedway            | Joliet, Illinois             |
| 18      | Október 26.   | Nikon Indy 300                                               | Surfers Paradise Street Circuit | Surfers Paradise, Ausztrália |

### Naptári változások
- 2007. szeptember 19-én bejelentették, hogy a 2008-as versenynaptár 16 versenyt tartalmaz.[1] 2008. február 26-án bejelentették, hogy a Champ Car és az IRL egyesül, ezért a Champ Car naptárából három versenyt beillesztenek a naptárba. Név szerint az alábbi versenyeket: Long Beach-et, Edmontont és Ausztráliát.[2]
- A Long Beach-i és a japán versenyt egy napon rendezték meg. Az IndyCar csapatok Japánban, míg a Champ Car csapatok a Champ Car széria búcsúversenyét futották Long Beachben.
- Az Edmontoni versenyt vasárnapról szombatra tették át, mert nem akarták ugyanazon a napon megrendezni, mint a NASCAR indianapolisi futamát.
- A richmondi versenyt 50 körrel (37,5 mérföld) meghosszabbították, így a versenytáv 250 körről 300-ra nőtt.

## Csapatok és versenyzők
| Csapat                                         | Karosszéria | Motor    | #  | Pilóta            | Szponzor(ok)                                                   | Versenyek                | Megjegyzés |
| ---------------------------------------------- | ----------- | -------- | -- | ----------------- | -------------------------------------------------------------- | ------------------------ | --- |
| Team Penske                                    | Dallara     | Honda    | 3  | Hélio Castroneves | Kodak/Mobil 1                                                  | Mind                     | |
| Team Penske                                    | Dallara     | Honda    | 6  | Ryan Briscoe      | Kodak/Mobil 1                                                  | Mind                     | |
| Target Chip Ganassi Racing                     | Dallara     | Honda    | 9  | Scott Dixon       | Target/Fujifilm/Polaroid                                       | Mind                     | |
| Target Chip Ganassi Racing                     | Dallara     | Honda    | 10 | Dan Wheldon       | Target/Fujifilm/Polaroid                                       | 1-17                     | |
| Target Chip Ganassi Racing                     | Dallara     | Honda    | 10 | Dario Franchitti  | Target/Fujifilm/Polaroid                                       | 18                       | |
| Andretti Green Racing                          | Dallara     | Honda    | 7  | Danica Patrick    | Motorola/XM                                                    | Mind                     | |
| Andretti Green Racing                          | Dallara     | Honda    | 11 | Tony Kanaan       | 7-Eleven                                                       | Mind                     | |
| Andretti Green Racing                          | Dallara     | Honda    | 26 | Marco Andretti    | NYSE/Meijer/Gillette/Blockbuster                               | Mind                     | |
| Andretti Green Racing                          | Dallara     | Honda    | 27 | Hideki Mutoh      | Panasonic/Formula Dream                                        | Mind                     | |
| Rahal Letterman Racing                         | Dallara     | Honda    | 16 | Alex Lloyd        | Wii Fit                                                        | 5                        | Együttműködésben a Chip Ganassi Racingel.                                                                            |
| Rahal Letterman Racing                         | Dallara     | Honda    | 17 | Ryan Hunter-Reay  | Ethanol Promotion and Information Council                      | Mind                     | |
| Panther Racing                                 | Dallara     | Honda    | 4  | Vitor Meira       | National Guard/Delphi                                          | 1-17                     | |
| Panther Racing                                 | Dallara     | Honda    | 4  | Dan Wheldon       | National Guard/Delphi                                          | 18                       | |
| A.J. Foyt Racing                               | Dallara     | Honda    | 14 | Darren Manning    | ABC Supply Company                                             | 1-17                     | |
| A.J. Foyt Racing                               | Dallara     | Honda    | 14 | Vitor Meira       | ABC Supply Company                                             | 18                       | |
| A.J. Foyt Racing                               | Dallara     | Honda    | 41 | Jeff Simmons      | ABC Supply Company                                             | 5                        | |
| A.J. Foyt Racing                               | Dallara     | Honda    | 41 | Franck Perera     | ABC Supply Company                                             | 17                       | |
| Vision Racing                                  | Dallara     | Honda    | 2  | A. J. Foyt IV     | Eli Lilly                                                      | Mind                     | |
| Vision Racing                                  | Dallara     | Honda    | 20 | Ed Carpenter      | Menards                                                        | Mind                     | |
| Vision Racing                                  | Dallara     | Honda    | 22 | Davey Hamilton    | HP                                                             | 5                        | |
| Vision Racing                                  | Dallara     | Honda    | 22 | Paul Tracy        | Subway/Edmonton.com                                            | 13                       | Együttműködésben a Walker Racingel.                                                                                  |
| Dreyer & Reinbold Racing                       | Dallara     | Honda    | 15 | Buddy Rice        | Jordache/Operation Homefront/Express Auto Delivery/Roll Coater | Mind                     | |
| Dreyer & Reinbold Racing                       | Dallara     | Honda    | 23 | Milka Duno        | Citgo                                                          | 1, 4-7, 10-12, 14, 16-17 | |
| Dreyer & Reinbold Racing                       | Dallara     | Honda    | 23 | Townsend Bell     | William Rast/Emu Australia/Rigid Building Systems              | 2-3A, 8-9, 13, 15, 18    | |
| Dreyer & Reinbold Racing                       | Dallara     | Honda    | 99 | Townsend Bell     | William Rast                                                   | 6                        | |
| Roth Racing                                    | Dallara     | Honda    | 24 | Jay Howard        | All Sport                                                      | 1-4, 10                  | |
| Roth Racing                                    | Dallara     | Honda    | 24 | John Andretti     | 1-800-LAS-VEGAS                                                | 5-9                      | |
| Roth Racing                                    | Dallara     | Honda    | 25 | Marty Roth        | LIDS/Men's Warehouse                                           | 1-9, 11-17               | |
| KV Racing Technology                           | Dallara     | Honda    | 5  | Oriol Servià      | Plantronics/CDW/Wall Street Journal/Angie's List               | Mind                     | |
| KV Racing Technology                           | Dallara     | Honda    | 8  | Will Power        | Aussie Vineyards/Smart & Final                                 | Mind                     | |
| Conquest Racing                                | Dallara     | Honda    | 34 | Franck Perera     | Opes Prime Group/Ares                                          | 1-3B                     | |
| Conquest Racing                                | Dallara     | Honda    | 34 | Jaime Camara      | Sangari                                                        | 4-18                     | |
| Conquest Racing                                | Dallara     | Honda    | 36 | Enrique Bernoldi  | Sangari                                                        | 1-15                     | Tagliani helyettesítette Bernoldi-t az utolsó 3 versenyen mert Bernoldi megsérült a Sonoma-i verseny közben.         |
| Conquest Racing                                | Dallara     | Honda    | 36 | Alex Tagliani     | Ubisoft/Sennheiser/Sangari                                     | 16-18                    | Tagliani helyettesítette Bernoldi-t az utolsó 3 versenyen mert Bernoldi megsérült a Sonoma-i verseny közben.         |
| Newman/Haas/Lanigan Racing                     | Dallara     | Honda    | 02 | Justin Wilson     | McDonald's                                                     | Mind                     | |
| Newman/Haas/Lanigan Racing                     | Dallara     | Honda    | 06 | Graham Rahal      | Rexall/Hole in the Wall Camps                                  | Mind                     | |
| Dale Coyne Racing                              | Dallara     | Honda    | 18 | Bruno Junqueira   | Z-Line Designs                                                 | Mind                     | |
| Dale Coyne Racing                              | Dallara     | Honda    | 19 | Mario Moraes      | Sonny's Real Pit Bar-B-Q                                       | Mind                     | |
| HVM Racing                                     | Dallara     | Honda    | 33 | E. J. Viso        | PDVSA                                                          | 1-10, 12-18              | Nashville-ben nem versenyzett betegség miatt.                                                                        |
| Pacific Coast Motorsports                      | Dallara     | Honda    | 96 | Mario Dominguez   | Mexikóváros Tourism Board                                      | 3B-7, 10, 12-13, 15      | Nem tudta kvalifikálni magát az Indy 500-ra.                                                                         |
| Nem teljes szezonos csapatok                   |             |          |    |                   |                                                                |                          | |
| Luczo Dragon Racing                            | Dallara     | Honda    | 12 | Tomas Scheckter   | Symantec                                                       | 4-5, 7, 15-17            | |
| Sarah Fisher Racing                            | Dallara     | Honda    | 67 | Sarah Fisher      | Dollar General/text4cars.com                                   | 5, 14, 17                | |
| CURB/Agajanian/Beck Motorsports/Wellman Racing | Dallara     | Honda    | 77 | Roger Yasukawa    | Interush                                                       | 3A-4                     | |
| CURB/Agajanian/Beck Motorsports/Wellman Racing | Dallara     | Honda    | 98 | Roger Yasukawa    | Curb Records/hhgregg/Real Power                                | 3A-4                     | |
| Hemelgarn Johnson Racing                       | Dallara     | Honda    | 91 | Buddy Lazier      | LifeLock, MDA                                                  | 5                        | |
| Rubicon Race Team                              | Dallara     | Honda    | 44 | Max Papis         | LifeLock                                                       | 5                        | Nem tudta kvalifikálni magát az Indy 500-ra.                                                                         |
| American Dream Motorsports                     | Panoz       | Honda    | 88 | Phil Giebler      | Gardner Trucking                                               | 5                        | Nem tudta kvalifikálni magát az Indy 500-ra mert az egyik időmérőn megsérült; a csapat a Playa Del Racing jogutódja. |
| A Champ Car búcsúversenyén induló csapatok     |             |          |    |                   |                                                                |                          | |
| Forsythe/Pettit Racing                         | Panoz       | Cosworth | 3  | Paul Tracy        | INDECK                                                         | 3B                       | |
| Forsythe/Pettit Racing                         | Panoz       | Cosworth | 7  | Franck Montagny   | INDECK                                                         | 3B                       | |
| Forsythe/Pettit Racing                         | Panoz       | Cosworth | 37 | David Martínez    | INDECK                                                         | 3B                       | |
| Minardi Team USA/HVM Racing                    | Panoz       | Cosworth | 4  | Nelson Philippe   | PDVSA                                                          | 3B                       | |
| Minardi Team USA/HVM Racing                    | Panoz       | Cosworth | 14 | Roberto Moreno    | Muermans Group                                                 | 3B                       | |
| Rocketsports                                   | Panoz       | Cosworth | 9  | Antônio Pizzonia  | Borla Exhaust                                                  | 3B                       | |
| Rocketsports                                   | Panoz       | Cosworth | 10 | Juho Annala       | Pulp Agency/Rockstar Energy Drink                              | 3B                       | |
| KV Racing Technology                           | Panoz       | Cosworth | 12 | Jimmy Vasser      | Plantronics/HP                                                 | 3B                       | |
| Walker Racing                                  | Panoz       | Cosworth | 15 | Alex Tagliani     | CEC Wheels                                                     | 3B                       | |
| Pacific Coast Motorsports                      | Panoz       | Cosworth | 29 | Alex Figge        | Imperial Capital Bank                                          | 3B                       | |

## Versenysorozat változásai
- A PEAK pénzdíjjal jutalmazza a Pole Pozíciót megszerző pilótát.[3]
- A DIRECTV lesz az IndyCar legfőbb támogatója.[4]
- Az IZOD lesz az IndyCar öltöztető cége.[5]

## Versenynaptár változásai
- A Honda Grand Prix of St. Petersburg szerződését 2013-ig hosszabbították meg.[6]
- A Michigan International Speedway-en nem rendeznek több versenyt 2008-tól.[7]
- Az Iowa Speedway 2009-ig rendelkezik szerződéssel.[8]
- Mid-Ohio 3 éves szerződése 2009-ben jár le.[9]

## Csapatok változtatásai 2008-ban
- Team Penske: Sam Hornish Jr. nem versenyzik 2008-tól az IndyCar-ban mert Penske NASCAR csapatába szerződött. Helyét Ryan Briscoe veszi át.[10]
- Andretti Green Racing: A csapat négy autót indít, Tony Kanaan, Danica Patrick és Marco Andretti marad a csapatnál.[11] Dario Franchitti Chip Ganassi NASCAR csapatába szerződött 2008-tól.[12] 2007. október 31-én jelentették be, hogy a 2007-es Indy Pro Series második helyezettje, a japán Mutó Hideki érkezik Franchitti helyére a csapathoz.[13]
- Panther Racing: Vitor Meira maradt a csapatnál 2008-ra de az Ausztrál futamon már Dan Wheldon versenyzett Meira helyén.
- Chip Ganassi Racing: Változatlan pilótafelállással vágtak neki a szezonnak. Alex Lloyd elindult az Indy 500-on a Ganassi Racing harmadik autójával amit a Rahal Letterman Racing színeiben neveztek. Az Ausztrál futamon Dan Wheldon helyett a sikertelen NASCAR-os kitérőjét követően visszatérő Dario Franchitti vezetett a csapatnál.[14]
- Roth Racing: Marty Roth vezette az egyik autót míg a második autóba Jay Howard-ot szerződtette.[15]
- Rahal Letterman Racing: 2007. november 28-án a Rahal Letterman Racing bejelentette, hogy pilótájuk Scott Sharp és szponzora a Patrón szerződésszegést követett el mert ők máshol akartak versenyezni míg a csapat itt akarta tartani őket.[16]
- Mind a kilenc Champ Car csapat úgy döntött az újraegyesülést követően, hogy csatlakoznak az IndyCar szériához.[17]
  - Newman/Haas/Laningan Racing: Két autót indítottak IndyCar-ban, Justin Wilsonnal és Graham Rahallal.
  - KV Racing Technology: Két autót indítottak IndyCar-ban, a Walker Racing eddigi pilótájával Will Power-el és a Champ Car veterán Oriol Servià-val.
  - Conquest Racing: Franck Perera-val és Enrique Bernoldi-val kezdték a szezont de a harmadik futamtól Jaime Camara vette át Perera helyét a szezon hátralévő részére.
  - Dale Coyne Racing: A Champ Car veterán Bruno Junqueira-val és a Brit F3 bajnok Mario Moraes-el versenyeztek a szezonban.
  - HVM Racing: E.J. Viso-val versenyeztek a szezonban.
  - Pacific Coast Motorsports: Nem versenyeztek teljes szezont. Neveztek az Indy 500-ra Mario Dominguez-el de nem tudták kvalifikálni magát a futamra. Elindultak a Champ Car búcsúversenyén Long Beach-ben és még rajthoz állt Milwaukee-ben, Texas-ban, Watkins Glen-ben, Mid-Ohio-ban, Edmonton-ban és Sonoma-ban.[4][18][19]
- A Champ Car-os Walker Racing Március 9-én jelentette be, hogy nem tudnak részt venni az IndyCar szériában. Derrick Walker szerződésszegés gyanújával beperelte Craig Gore-t mert a szerződés érvényessége ellenére a Team Australia-val és Will Power-el csatlakozott a KV Racing-hez. A Vision Racing-el közösen elindították Edmonton-ban Paul Tracy-t. A Long Beach-i Champ Car búcsúversenyen rajthoz álltak.
- A Champ Car-os Minardi Team USA csak Long Beach-ben indult. Keith Wiggins HVM Racing néven vitte tovább a csapatot mert Paul Stoddart elhagyta a Minardi Team USA-vel együtt a csapatot.
- A Rocketsports nem tudott elindulni az IndyCar-ban ezért engedte, hogy az eredetileg hozzájuk szerződött Enrique Bernoldi aláírhasson a Conquest Racing-el. Bernoldi a Rocketsports-al a Champ Car-ban állt volna rajthoz.
- A Forsythe Racing csak Long Beach-ben állt rajthoz mert nem tudott részt venni az IndyCar bajnokságban mivel nem volt elég pénz hozzá.

## Egyéb változások
- Az ovál versenyek időmérője egy körösről négy körösre módosul és a legjobb időt veszik számításba a négy idő közül vagyis az Indy 500 1920-tól bevezetett időmérő rendszerét használják ezentúl az oválpályákon is.
- Az üzemanyag-levegő keveréket 2008-tól ismét szabályozni fogják.
- Az újraegyesülés miatti létszámnövekedés miatt a nem ovál pályákon az időmérő edzést 3 szakaszra osztják az alábbi szerint:
  - 1. szakasz: Szombat délutánonként a délelőtt megfelezett mezőny egyenként egy 20-20 perces lehetőséget kap. Mindkét csoport legjobb hat versenyzője lesz jogosult arra, hogy továbblépjen. A kiesők az addig megfutott leggyorsabb körük alapján töltik fel a 13-tól lefele lévő rajtpozíciókat.
  - 2. szakasz: A 12 továbbjutott versenyző egy 15 perces szakaszon vesz részt, a legjobb hat bejut a Firestone Fast Six-be. A kiesők az ebben a szegmensben megfutott leggyorsabb körük alapján töltik fel a 7-12 közti rajtpozíciókat.
  - 3. szakasz (Firestone Fast Six): A hat döntős a tízperces szétlövésen küzd meg a PEAK Motor Oil polért és leggyorsabb köreik alapján feltöltik az első három sort. Az utolsó szegmens előtt lesz egy tíz perces szünet, és a résztvevők egy extra szett gumit kapnak.

## Végeredmény
| Poz. | Versenyző          | HMS | STP | MOT1 | LBH1 | KAN | INDY | MIL | TXS | IOW | RIR | WGL | NSH | MDO | EDM | KTY | SNM | DET | CHI | Pts | SRF² |
| ---- | ------------------ | --- | --- | ---- | ---- | --- | ---- | --- | --- | --- | --- | --- | --- | --- | --- | --- | --- | --- | --- | --- | ---- |
| 1    | Scott Dixon        | 1   | 22  | 3*   |      | 3*  | 1*   | 2*  | 1   | 4   | 3   | 11  | 1   | 3   | 1   | 1*  | 12  | 5   | 2   | 646 | 2    |
| 2    | Hélio Castroneves  | 4   | 2   | 2    |      | 4   | 4    | 5   | 2*  | 14* | 2   | 16  | 3   | 2   | 2*  | 2   | 1*  | 2*  | 1*  | 629 | 7    |
| 3    | Tony Kanaan        | 8   | 3   | 5    |      | 2   | 29   | 3   | 5   | 18  | 1*  | 3   | 4*  | 7   | 9   | 8   | 3   | 3   | 4   | 513 | 21   |
| 4    | Dan Wheldon        | 3   | 12  | 4    |      | 1   | 12   | 4   | 4   | 1   | 4   | 24  | 2   | 17  | 7   | 5   | 4   | 20  | 6   | 492 | 11   |
| 5    | Ryan Briscoe       | 19  | 23  | 9    |      | 7   | 23   | 1   | 3   | 7   | 15  | 12* | 23  | 1*  | 6   | 7   | 2   | 9   | 3   | 447 | 1*   |
| 6    | Danica Patrick     | 6   | 10  | 1    |      | 19  | 22   | 9   | 10  | 6   | 6   | 14  | 5   | 12  | 18  | 11  | 5   | 16  | 10  | 379 | 18   |
| 7    | Marco Andretti     | 2*  | 25  | 18   |      | 5   | 3    | 21  | 19  | 3   | 9   | 5   | 24  | 25  | 17  | 3   | 14  | 18  | 8   | 363 | 13   |
| 8    | Ryan Hunter-Reay   | 7   | 17  | 7    |      | 18  | 6    | 15  | 20  | 8   | 16  | 1   | 19  | 10  | 8   | 9   | 18  | 6   | 9   | 360 | 3    |
| 9    | Oriol Servià       | 12  | 7   |      | 5    | 11  | 11   | 6   | 26  | 16  | 5   | 23  | 16  | 5   | 5   | 12  | 15  | 4   | 17  | 358 | 5    |
| 10   | Hideki Mutoh       | 24  | 6   | 11   |      | 6   | 7    | 12  | 6   | 2   | 13  | 9   | 14  | 9   | 27  | 18  | 13  | 11  | 22  | 346 | 8    |
| 11   | Justin Wilson      | 15  | 9   |      | 19   | 9   | 27   | 7   | 27  | 12  | 7   | 25  | 18  | 11  | 3   | 24  | 9   | 1   | 11  | 340 | 12   |
| 12   | Will Power         | 25  | 8   |      | 1*   | 27  | 13   | 14  | 13  | 9   | 25  | 15  | 11  | 4   | 22  | 26  | 25  | 8   | 5   | 331 | 22   |
| 13   | Vitor Meira        | 10  | 19  | 16   |      | 22  | 2    | 22  | 7   | 15  | 20  | 22  | 6   | 6   | 19  | 4   | 7   | 17  | 27  | 324 | 14   |
| 14   | Darren Manning     | 13  | 13  | 8    |      | 24  | 9    | 13  | 28  | 21  | 12  | 2   | 9   | 8   | 10  | 19  | 22  | 12  | 7   | 323 |      |
| 15   | Ed Carpenter       | 5   | 18  | 6    |      | 10  | 5    | 20  | 9   | 23  | 11  | 17  | 8   | 15  | 13  | 6   | 23  | 14  | 28  | 320 | 20   |
| 16   | Buddy Rice         | 11  | 15  | 12   |      | 20  | 8    | 10  | 8   | 22  | 22  | 4   | 7   | 20  | 11  | 10  | 11  | 19  | 25  | 306 | 10   |
| 17   | Graham Rahal       |     | 1*  |      | 13   | 12  | 33   | 25  | 11  | 10  | 18  | 8   | 12  | 16  | 26  | 25  | 8   | 13  | 19  | 288 | 9    |
| 18   | E. J. Viso         | 17  | 4   |      | 9    | 14  | 26   | 8   | 14  | 13  | 10  | 10  |     | 22  | 15  | 13  | 6   | 24  | 23  | 286 | 6    |
| 19   | A. J. Foyt IV      | 9   | 11  | 15   |      | 8   | 21   | 17  | 12  | 5   | 24  | 19  | 22  | 18  | 12  | 20  | 20  | 10  | 13  | 280 | 17   |
| 20   | Bruno Junqueira    | 23  | 24  |      | 12   | 15  | 20   | 18  | 15  | DNS | 23  | 6   | 15  | 13  | 14  | 14  | 17  | 7   | 20  | 256 | 15   |
| 21   | Mario Moraes       | 16  | 16  |      | 20   | 17  | 18   | 23  | 18  | 19  | 17  | 7   | 10  | 24  | 20  | 17  | 10  | 15  | 21  | 244 | 24   |
| 22   | Enrique Bernoldi   | 18  | 5   |      | 4    | 25  | 15   | 16  | 23  | 17  | 26  | 21  | 20  | 26  | 16  | 22  | 21  |     |     | 220 |      |
| 23   | Jaime Camara       |     |     |      |      | 21  | 31   | 24  | 24  | 20  | 14  | 18  | 21  | 14  | 23  | 16  | 24  | 25  | 18  | 174 | 19   |
| 24   | Marty Roth         | 21  | DNS | 17   |      | 26  | 32   | DNS | 22  | DNS | 19  |     | 13  | 21  | 21  | 23  | 26  | DNS | 16  | 166 |      |
| 25   | Milka Duno         | 20  |     |      |      | 16  | 19   | 17  | 24  |     |     | 20  | 17  | 23  |     | 21  |     | 23  | 14  | 140 |      |
| 26   | Townsend Bell      |     | 21  | 10   |      |     | 10   | 11  |     |     | 8   |     |     |     | 25  |     | 19  |     |     | 117 | 23   |
| 27   | Mario Domínguez    |     |     |      | 3    |     | DNQ  | 26  | 21  |     |     | 13  |     | 19  | 24  |     | 16  |     |     | 112 |      |
| 28   | Jay Howard         | 22  | 14  | 13   |      | 13  |      |     |     |     |     | 26  |     |     |     |     |     |     |     | 72  |      |
| 29   | Franck Perera      | 14  | 20  |      | 6    |     |      |     |     |     |     |     |     |     |     |     |     |     | 15  | 71  |      |
| 30   | John Andretti      |     |     |      |      |     | 16   | 19  | 16  | 11  | 21  |     |     |     |     |     |     |     |     | 71  |      |
| 31   | Tomas Scheckter    |     |     |      |      | 23  | 24   |     | 25  |     |     |     |     |     |     |     | 27  | 21  | 26  | 66  |      |
| 32   | Alex Tagliani      |     |     |      | 7    |     |      |     |     |     |     |     |     |     |     |     |     | 22  | 12  | 56  | 4    |
| 33   | Paul Tracy         |     |     |      | 11   |     |      |     |     |     |     |     |     |     | 4   |     |     |     |     | 51  |      |
| 34   | Sarah Fisher       |     |     |      |      |     | 30   |     |     |     |     |     |     |     |     | 15  |     |     | 24  | 37  |      |
| 35   | Roger Yasukawa     |     |     | 14   |      |     | DNQ  |     |     |     |     |     |     |     |     |     |     |     |     | 16  |      |
| 36   | Davey Hamilton     |     |     |      |      |     | 14   |     |     |     |     |     |     |     |     |     |     |     |     | 16  |      |
| 37   | Buddy Lazier       |     |     |      |      |     | 17   |     |     |     |     |     |     |     |     |     |     |     |     | 13  |      |
| 38   | Alex Lloyd         |     |     |      |      |     | 25   |     |     |     |     |     |     |     |     |     |     |     |     | 10  |      |
| 39   | Jeff Simmons       |     |     |      |      |     | 28   |     |     |     |     |     |     |     |     |     |     |     |     | 10  |      |
| 40   | Franck Montagny ³  |     |     |      | 2    |     |      |     |     |     |     |     |     |     |     |     |     |     |     | 0   |      |
| 41   | David Martínez ³   |     |     |      | 8    |     |      |     |     |     |     |     |     |     |     |     |     |     |     | 0   |      |
| 42   | Jimmy Vasser ³     |     |     |      | 10   |     |      |     |     |     |     |     |     |     |     |     |     |     |     | 0   |      |
| 43   | Alex Figge ³       |     |     |      | 14   |     |      |     |     |     |     |     |     |     |     |     |     |     |     | 0   |      |
| 44   | Nelson Philippe ³  |     |     |      | 15   |     |      |     |     |     |     |     |     |     |     |     |     |     |     | 0   |      |
| 45   | Antônio Pizzonia ³ |     |     |      | 16   |     |      |     |     |     |     |     |     |     |     |     |     |     |     | 0   |      |
| 46   | Roberto Moreno ³   |     |     |      | 17   |     |      |     |     |     |     |     |     |     |     |     |     |     |     | 0   |      |
| 47   | Juho Annala ³      |     |     |      | 18   |     |      |     |     |     |     |     |     |     |     |     |     |     |     | 0   |      |
|      | Dario Franchitti   |     |     |      |      |     |      |     |     |     |     |     |     |     |     |     |     |     |     | 0   | 16   |
|      | Phil Giebler       |     |     |      |      |     | DNQ  |     |     |     |     |     |     |     |     |     |     |     |     | 0   |      |
|      | Max Papis          |     |     |      |      |     | DNQ  |     |     |     |     |     |     |     |     |     |     |     |     | 0   |      |

| Color      | Result                       |
| ---------- | ---------------------------- |
| Arany      | Győztes                      |
| Ezüst      | Második                      |
| Bronz      | Harmadik                     |
| Zöld       | Negyedik ötödik              |
| Világoskék | 6-10. hely                   |
| Sötétkék   | Célbaért (10.-nél rosszabb)  |
| Lila       | Nem ért célba                |
| Piros      | Nem kvalifikálta magát (DNQ) |
| Barna      | Visszalépett (Wth)           |
| Fekete     | Kizárva (DSQ)                |
| Fehér      | Nem indult (DNS)             |
| Blank      | Nem gyakorolt (DNP)          |
| Blank      | Nem indult                   |

| In-line notation |                                                                                |
| Kiemelt          | Pole pozíció (1 pont)                                                          |
| Dőlt             | Leggyorsabb kör                                                                |
| *                | Legtöbb kör az élen (2 pont)                                                   |
| 1                | Időmérő törölve                                                                |
| Megjegyzés 1     | Ugyanazon a napon futották a 2 versenyt (Motegi/IndyCar) (Long Beach/ChampCar) |
| Megjegyzés ²     | A verseny nem számít bele a bajnokságba                                        |
| Megjegyzés ³     | Nem kapnak pontot (mert Long Beach-en kívül sehol sem álltak rajthoz).         |
| Az év újonca     |                                                                                |
| Újonc            |                                                                                |

| Color      | Result                       |
| ---------- | ---------------------------- |
| Arany      | Győztes                      |
| Ezüst      | Második                      |
| Bronz      | Harmadik                     |
| Zöld       | Negyedik ötödik              |
| Világoskék | 6-10. hely                   |
| Sötétkék   | Célbaért (10.-nél rosszabb)  |
| Lila       | Nem ért célba                |
| Piros      | Nem kvalifikálta magát (DNQ) |
| Barna      | Visszalépett (Wth)           |
| Fekete     | Kizárva (DSQ)                |
| Fehér      | Nem indult (DNS)             |
| Blank      | Nem gyakorolt (DNP)          |
| Blank      | Nem indult                   |

| In-line notation |                                                                                |
| Kiemelt          | Pole pozíció (1 pont)                                                          |
| Dőlt             | Leggyorsabb kör                                                                |
| *                | Legtöbb kör az élen (2 pont)                                                   |
| 1                | Időmérő törölve                                                                |
| Megjegyzés 1     | Ugyanazon a napon futották a 2 versenyt (Motegi/IndyCar) (Long Beach/ChampCar) |
| Megjegyzés ²     | A verseny nem számít bele a bajnokságba                                        |
| Megjegyzés ³     | Nem kapnak pontot (mert Long Beach-en kívül sehol sem álltak rajthoz).         |
| Az év újonca     |                                                                                |
| Újonc            |                                                                                |

| Pozíció | 1  | 2  | 3  | 4  | 5  | 6  | 7  | 8  | 9  | 10 | 11 | 12 | 13 | 14 | 15 | 16 | 17 | 18 | 19 | 20 | 21 | 22 | 23 | 24 | 25 | 26 | 27 | 28 | 29 | 30 | 31 | 32 | 33 | Wth/DNS |
| ------- | -- | -- | -- | -- | -- | -- | -- | -- | -- | -- | -- | -- | -- | -- | -- | -- | -- | -- | -- | -- | -- | -- | -- | -- | -- | -- | -- | -- | -- | -- | -- | -- | -- | ------- |
| Pont    | 50 | 40 | 35 | 32 | 30 | 28 | 26 | 24 | 22 | 20 | 19 | 18 | 17 | 16 | 15 | 14 | 13 | 12 | 12 | 12 | 12 | 12 | 12 | 12 | 10 | 10 | 10 | 10 | 10 | 10 | 10 | 10 | 10 | 5       |

## Fordítás
- Ez a szócikk részben vagy egészben  a(z)   2008 IndyCar Series season című angol Wikipédia-szócikk fordításán alapul.  Az eredeti cikk szerkesztőit annak laptörténete sorolja fel. Ez a jelzés csupán a megfogalmazás eredetét és a szerzői jogokat jelzi, nem szolgál a cikkben szereplő információk forrásmegjelöléseként.